# Greta Lee
Greta Jiehan Lee (sinh ngày 7 tháng 3 năm 1983) là một nữ diễn viên người Mỹ gốc Hàn Quốc.
Lee sinh ra và lớn lên ở Los Angeles, California. Cha mẹ cô là người nhập cư Triều Tiên. Khi theo học tại Trường Harvard-Westlake, cô bắt đầu quan tâm đến nghệ thuật biểu diễn. Sau khi kết thúc trung học, cô theo học ngành truyền thông và sân khấu tại Đại học Northwestern và tiếp tục theo đuổi sự nghiệp diễn xuất với việc chuyển tới Thành phố New York. Lee đảm nhiệm vai diễn Soojin trong phim truyền hình Girls và vai Heidi trong High Maintenance, đồng thời tham gia New Girl và Wayward Pines với các vai diễn khách mời. Cô đồng thể hiện vai Hae Won trong Sisters cùng với Tina Fey và Amy Poehler. Lee cũng thủ vai chính Maxine trong loạt phim Búp bê Nga của Netflix.